# Літня Універсіада 2013
XXVII Всесвітня літня Універсіада — всесвітні студентсько-молодіжні спортивні змагання 2013 року. Пройшла в Казані (Татарстан, Росія), у найпівнічнішому місті серед столиць літніх універсіад, з 6 (фактично з 5) по 17 липня 2013 року. На наймасштабнішій літній Універсіаді-2013 розігралось більше 350 комплектів медалей з 27 видів спорту серед представників 162 країн, що є рекордом універсіад. Перша універсіада у пострадянській Росії.
Вперше серед універсіад паралельно провелась «Культурна Універсіада» з приуроченим до неї наймасштабнішим у республіці та країні головним татарським національним святом сабантуй, національними експозиціями, парком футболу та безкоштовними для власників квитків на заходи універсіади виступами просто неба цирку Сонця у Культурному Парку Універсіади на Палацовій площі, міжнародними фестивалями позаплановим Шаляпінського-Нурієвским, «Білий бузок» (Рахманіновський), «Музика віри» та іншими заходами у галузі культури та мистецтва: театру, кіно, класичної та сучасної музики, балету, образотворчого мистецтва, національних танцю, пісні, ремесел тощо.
У відкритті XXVII Всесвітньої літньої Універсіади-2013 взяв участь президент Росії Володимир Путін.

## Вибір міста
Рішення про проведення Універсіади в Казані було прийнято на голосуванні Міжнародної федерації університетського спорту (FISU) 31 травня 2008 року, що відбувся в Брюсселі. Крім Казані на право проведення претендували іспанський Віго та південнокорейський Кванджу. Казань набрала 20 з 27 голосів членів виконавчого комітету. До цього Казань боролася за проведення Універсіади 2011 року, де поступилася китайському місту Шеньчжень.

## Значення

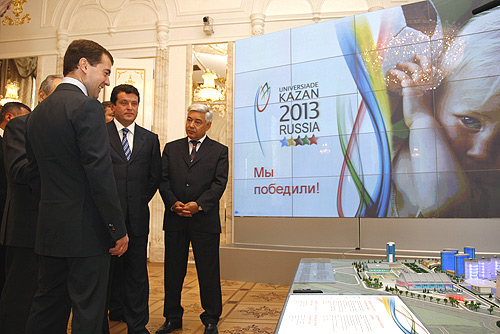
Президент Росії Д. Медведєв на презентації Універсіади (2008)

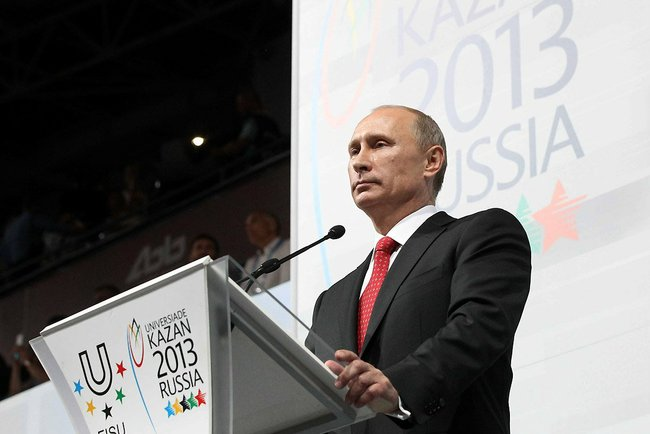
Президент Росії В. Путін на відкритті Універсіади

Всесвітня Універсіада протягом багатьох років є головним студентським змаганням. За масштабністю та значущістю Всесвітня літня Універсіада наближена до Олімпійських ігор. Близько 60 % учасників Всесвітніх Універсіад виступають на Олімпійських іграх. Всесвітня літня Універсіада збирає до 10 тисяч спортсменів з півтора сотень країн, серед яких розігрується більше трьох сотень медалей, а казанська універсіада стала рекордною за цими показниками. Перші студентські ігри пройшли в Турині 1959 року.
У Росії Всесвітня літня Універсіада проводилася до цього один раз, 1973 року у Москві. Для пострадянської Росії Універсіада 2013 року є першим комплексним змаганням такого масштабу, а для Казані — другим масштабним заходом після святкування тисячолітнього ювілею міста.
Проведення Універсіади у Казані оцінені приблизно у 228 млрд рублів, у тому числі спорудження стадіону «Казань-арена», на якому проходять церемонії відкриття та закриття Універсіади, обійшлося у 15,5 млрд руб.

## Об'єкти

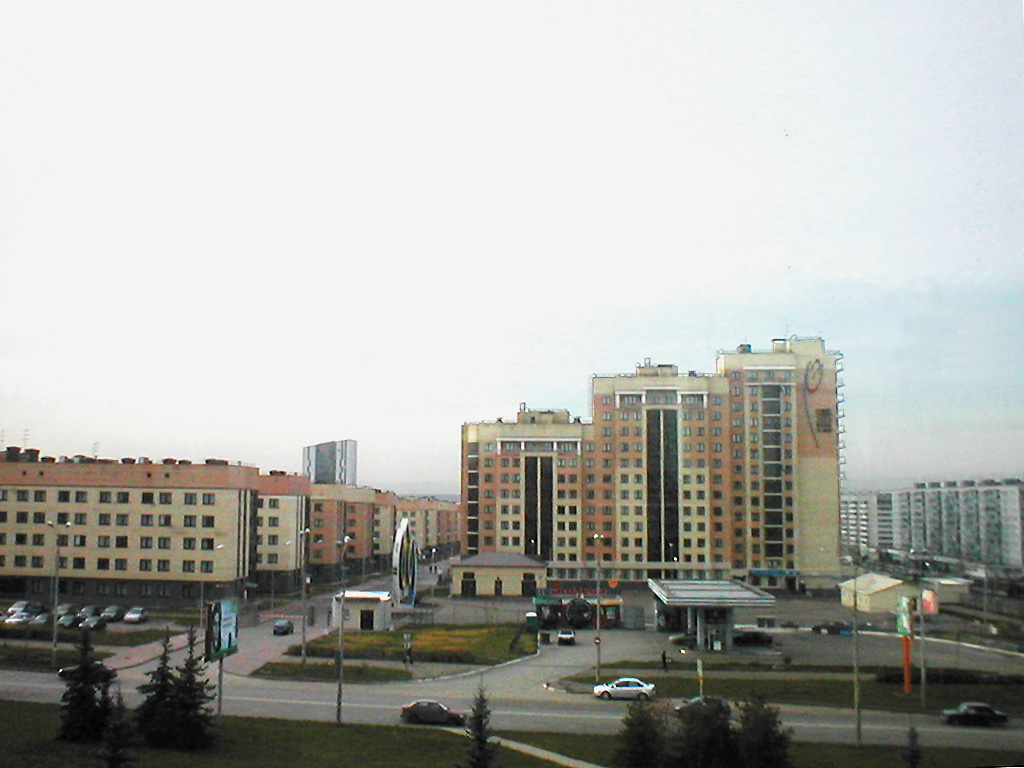
Селище Універсіади

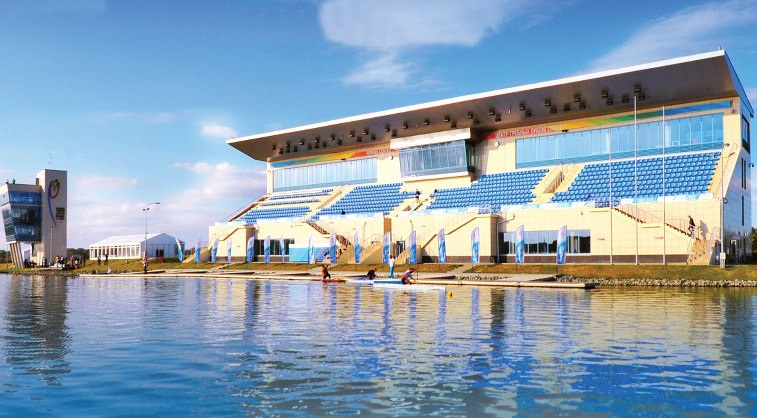
Гребний канал на озері Кабан

Для проведення змагань задіяно 64 об'єкти (з яких 33 — для змагань), у тому числі ряд унікальних у Росії, Європі та світі.
Найбільші об'єкти, побудовані спеціально до змагань:
- Селище Універсіади на 15 тисяч місць
- Футбольний стадіон «Казань-арена» на 45 тисяч місць
- Палац Водних видів спорту
- Академія Тенісу
- Палац єдиноборств «Ак Барс»
- Центр волейболу «Санкт-Петербург»
- Центр боксу та настільного тенісу
- Центр гімнастики
- Гребний канал на озері Середній Кабан

## Селище Універсіади
Селище Універсіади — побудований у південній частині міста житловий мікрорайон для проживання учасників та офіційних осіб під час проведення Універсіади, який до і після неї використовується як кампус Казанського федерального університету. У Містечку розташовуються Міжнародний адміністративно-інформаційний центр, а також перший у світі Музей Універсіади. З моменту відкриття 2010 року селище забезпечило проведення близько 400 різних спортивних та культурних заходів, у тому числі студентські та інші міжнародні чемпіонати з футболу, волейболу, шахів та інші. Селище містить всю необхідну інфраструктуру, а також має впорядковану огороджену територію та пропускний режим. На час Універсіади у селищі облаштовано найбільший тимчасовий павільйон, який будь-коли створювався у Росії, площею 12 тисяч м² для ресторану з декількома кухнями (у тому числі халяль).
29 червня 2013 року відбулося урочисте відкриття Селища Універсіади, у якому взяли участь президент Татарстану Рустам Мінніханов, мер Казані Ільсур Метшин, міністр спорту Російської Федерації Віталій Мутко та президент Російського студентського союзу Олег Матіцин. Вартість будівництва склала 14,4 млрд рублів.

## Транспортна інфраструктура

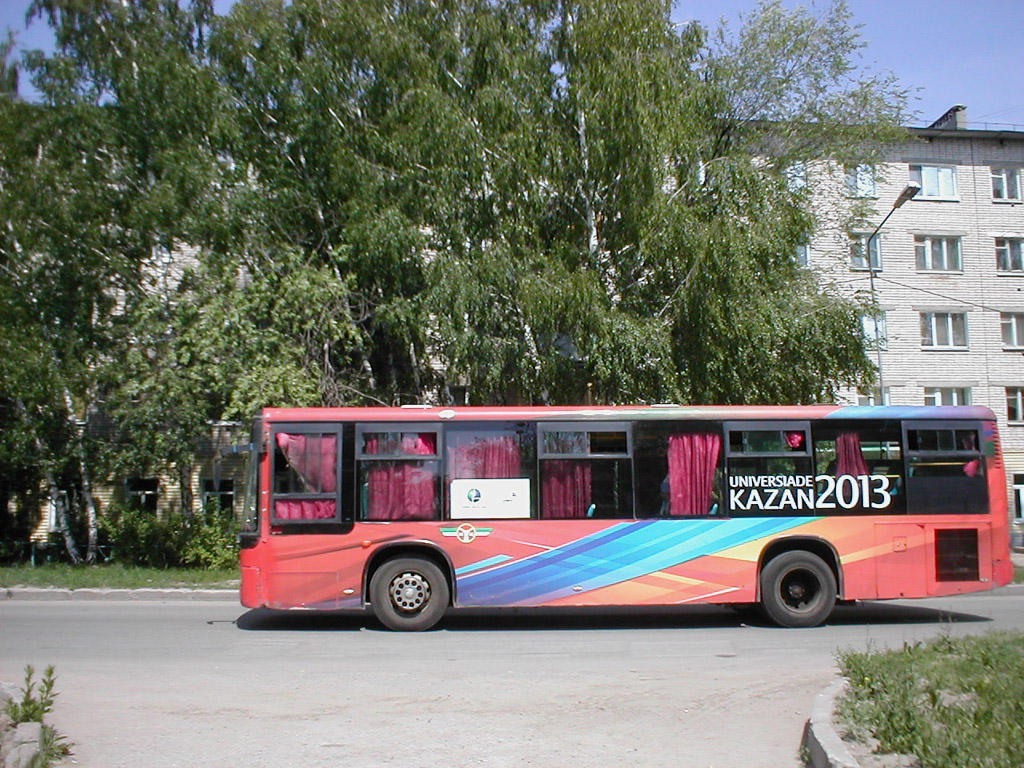
Міський автобус з символікою Універсіади

У концепцію транспортного забезпечення Універсіади входять знову споруджені та реконструйовані об'єкти інфраструктури:
- новий термінал 1А і реконструйований термінал 1 Міжнародного аеропорту «Казань»
- новий транзитно-пересадочний залізнично-автобусний вокзал «Казань-2»
- реконструйований головний залізничний вокзал «Казань-1»
- друга черга Казанського метрополітену
- лінія Казанського швидкісного трамвая
- лінія Аероекспрес до Міжнародного аеропорту «Казань»
- 11 транспортних розв'язок
- 41 пішохідний перехід
- 23 автомобільні дороги довжиною 65 км
- 63 міські вулиці

У дні Універсіади проїзд на міському транспорті безкоштовний при пред'явленні квитків на змагання. На церемонії відкриття та закриття до стадіону «Kazan-arena» організовано проїзд автобусами від метро та деяких віддалених точок міста. До Селища Універсіади організовано рух мікроавтобусів-електрокарів. Учасників та супроводжуючих обслуговує спеціальний парк автобусів, мікроавтобусів та легкових автомобілів.
Напередодні Універсіади по історичному центру міста запущені двоповерхові екскурсійні автобуси всесвітньої мережі City Sightseeing і 1-а черга наявної у 67 містах світу та першої в Росії автоматизованої системи прокату велосипедів Cyclocity-Veli' K.

## Символи Універсіади
Талісманом Універсіади в Казані обрано кошеня крилатого білого барса, якого названо Юні. Ак Барс — національний та історичний символ Татарстану, зображений на державному гербі республіки. Барс був символом булгарських царів, особливо був шанований у племені барсілів, що становив одну з основних груп населення Волзької Булгарії.
Логотип казанської Універсіади — виконані в олімпійських кольорах п'яти континентів стилізований тюльпан з зірками та відповідний текст латинськими літерами.
Слоган казанської Універсіади — «You are the World». Оскільки базова емблема Універсіади являє собою латинську букву U, то використовується такий варіант написання: «U are the World». Він дозволяє трактувати слоган у двох значеннях: «Ти — це світ» і «Універсіада — це цілий світ».
За рік до початку Універсіади почався відлік днів на годиннику на спеціальній подвійній стелі, встановленої у Казані на пішохідній вулиці Баумана на центральній площі Тукая.
2012 року по місту була встановлена мережа павільйонів XopoShow з продажу офіційної сувенірної та іншої продукції з символікою Універсіади.

## Медалі

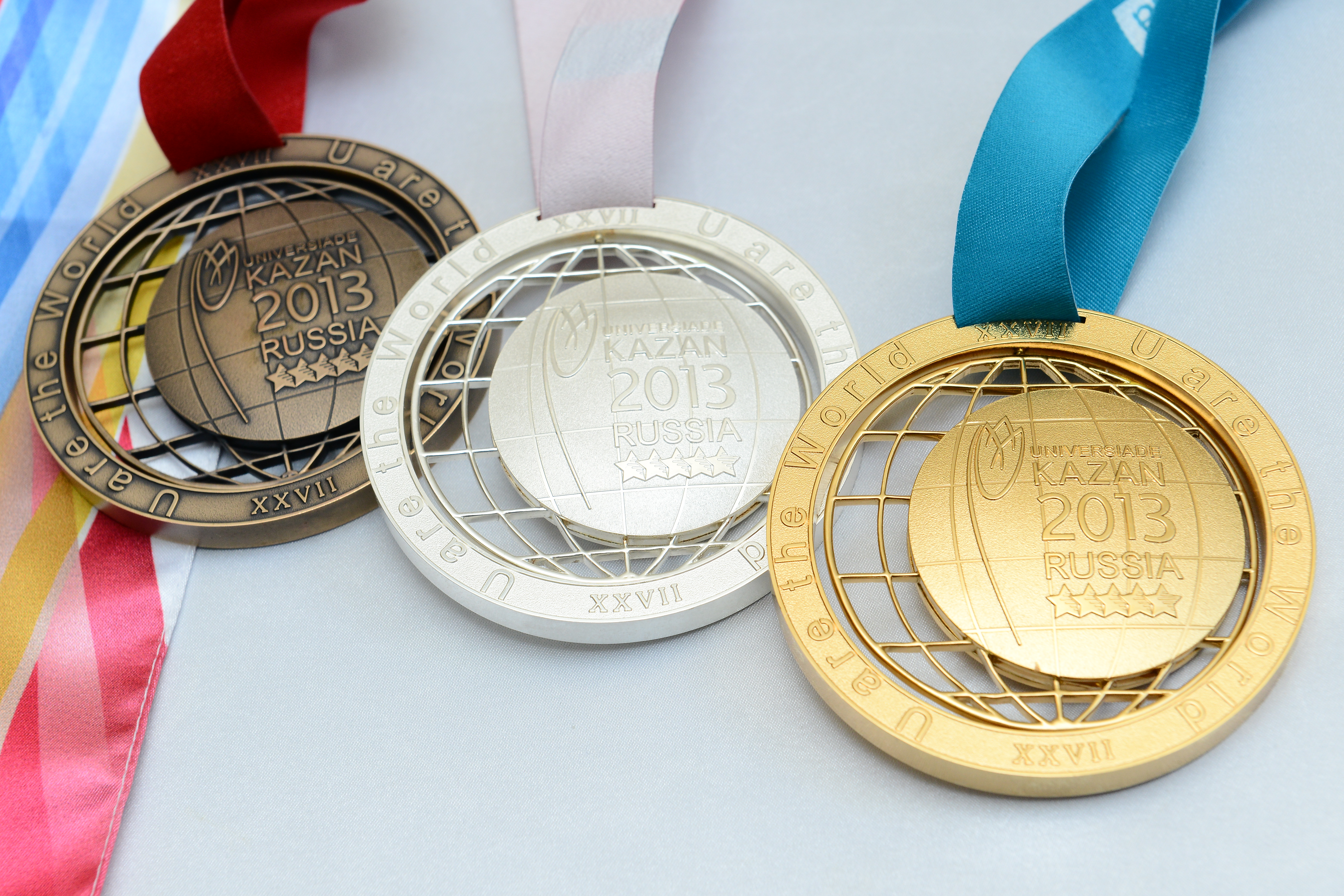
Медалі Універсіади 2013

За два тижні змагань розіграно 351 комплект медалей. Виготовлено 3014 медалей.
Медалі товщиною 9 мм і діаметром 90 мм у півтора рази більші за нагород попередніх Універсіад. Унікальна конструкція та дизайн медалей виконані так, що внутрішня центральна частина у вигляді диска зі стилізованою земною кулею з логотипом Універсіади з одного боку і символами Універсіади та текстом з іншого боку обертаються у решітці у вигляді перетину паралелей та меридіанів у зовнішній частині-ободу зі слоганом Універсіади.
Медалі відлиті з мідно-нікелевого сплаву, покритого, залежно від гідності, 6 грамами золота, срібла або бронзи. Медалі виготовлялися методами лиття, карбування та поетапної ручної збірки з поліруванням протягом півроку Санкт-Петербурзьким монетним двором «Гознака».
Сталося кілька ексцесів з медалями у спортсменів, які виграли Універсіаду. Два учасники змагань у Казані ненавмисно упустили нагороди, і ті розкололися на дві частини. Зламалася золота медаль у тому числі і у російського борця на поясах Азамата Лайпанова, і бронзового призера китайського стрибуна у воду Тянь Цина.

## Естафета прапора FISU
23 серпня 2011 року на урочистій церемонії закриття XXVI Всесвітньої літньої Універсіади 2011 в китайському місті Шеньчжень відбулася урочиста передача прапора Міжнародної федерації студентського спорту (FISU) Російської Федерації. Мер Шеньчженя Сюй Цинь передав прапор президенту FISU, той — меру Казані Ільсур Метшін, а потім прапор перейшов до рук Ігоря Шувалова, який передав його Олегу Матіцину.
Головна мета Естафети прапора FISU — презентація XXVII Всесвітньої літньої Універсіади 2013 року в Казані як проекту, що грає ключову роль у розвитку студентського спорту в країні, а також залучення до підготовки Універсіади 2013 якомога більшої кількості молоді з регіонів Росії.
Естафета прапора FISU пройшла у 16 найбільших студентських містах Росії. Протяжність маршруту склала більше 6000 км.

## Естафета Вогню Універсіади
Факел Вогню Універсіади представлено у вигляді стилізованого тюльпана, який становить суть сучасного татарського орнаменту та містить у собі латинську букву «U». Колба для транспортування Вогню являє собою лампаду, виконану у формі старовинної лампи з символікою Універсіади. У її дизайні використані татарські національні мотиви.
Естафета Вогню Універсіади 2013 стала наймасштабнішою за всю історію FISU. Вона почалася 20 травня 2012 року в Парижі та завершиться 6 липня 2013 року на церемонії відкриття у Казані запалюванням Чаші Вогню. 2013 факелоносців за 365 днів побували у 54 містах світу, відвідали 50 найбільших студентських центрів та подолають більше 150 000 кілометрів. Маршрутом проходження Вогню у кожному місті проводився Етап естафети, кульмінацією якого є запалення міської Чаші вогню.
Естафета проходить у два етапи. На першому з них, який пройшов у липні — листопаді 2012 року, Вогонь Універсіади відвідав п'ять континентів Землі та побував у французькому Бресті, швейцарській Лозанні, Владивостоці, австралійському Сіднеї, Сінгапурі, Каїрі та Сан-Франциско. У кожному пункті маршруту прибуття Вогню Універсіади супроводжували великі міжнародні події, а також студентські свята.
Другий етап Естафети пройшов 2013 року Росією 27-а найбільшими студентськими центрами країни в такому порядку: Владивосток, Хабаровськ, Іркутськ, Красноярськ, Новосибірськ, Тюмень, Єкатеринбург, Іжевськ, Перм, Уфа, Оренбург, Самара, Ульяновськ, Саратов, Пенза, Саранськ, Нижній Новгород, Чебоксари, Йошкар-Ола, Кіров, Ростов-на-Дону, Ставрополь, П'ятигорськ, Сочі, Архангельськ, Санкт-Петербург, Москва та Казань. У День студента, 25 січня 2013 року, до Владивостока було доставлено вогонь літньої Універсіади. Поруч з новим корпусом Далекосхідного федерального університету (ДСФУ) на острові Руський було дано старт естафеті вогню Універсіади. У ній взяли участь 60 факелоносців. Посли Універсіади, спортсмени та волонтери Приморського краю пронесли символ Всесвітніх студентських ігор вулицями міста. Протяжність естафети у Владивостоці склала 15,5 км. Маршрут у тому числі проходив по новому мосту, що з'єднує острів Російський з материком. Естафету відкрив заслужений майстер спорту Росії, капітан казанської хокейної команди «Ак Барс» Олексій Морозов. За ходом естафети спостерігали учасники телемосту з Казані. З будівельного майданчика казанського футбольного стадіону на 45 тисяч місць на зв'язок з Владивостоком вийшли студенти Казані.
Перший заступник голови уряду РФ Ігор Шувалов привітав учасників церемонії з початком естафети та пояснив, що через 161 дня вогонь Універсіади прибуде до Казані. Всього в Естафеті взяли участь 2013 факелоносців, протягом року до відкриття Універсіади в Казані Вогонь подолав понад 150 000 кілометрів. Пізніше в маршрут російського етапу Естафети було включено ще три міста. Потім Вогонь вирушив у подорож по муніципальним районам Татарстану.
5 липня Вогонь завершив річний шлях успішно (на всьому шляху факел жодного разу не згасав), прибув до Казані і був поміщений у Музеї Універсіади у Селі Універсіади. 6 липня мер Казані І. Метшин дав старт останнього етапу естафети, у якому взяв участь і сам президент Татарстану Р. Мінніханов, — міськими вулицями до стадіону «Казань-арени» для запалювання Чаші Вогню на церемонії відкриття.

## Церемонії відкриття та закриття
Церемонія відкриття XXVII літньої Універсіади відбулася 6 липня 2013 року на новому, спеціально побудованому для проведення змагань стадіоні «Казань-арена» у присутності більше 45 тисяч глядачів, президента Росії Володимир Путіна, президента FISU Клод-Лу Гальєна, керівництва Татарстану та Казані. У церемонії виступали 70 місцевих творчих ансамблів, 1,5 тисячі осіб учасників, а всього було задіяно 4 тисячі осіб, а також 1,7 тисячі волонтерів. У монтажі конструкції було задіяно більше 400 осіб. Репетиції йшли 90 днів. було виготовлено понад 30 великих та більше 200 дрібних декорацій, більше 2300 зшитих вручну костюмів та більше 300 комплектів реквізиту.
Сцена була виконана у вигляді багатоярусного кола і була оточена фонтанами та водним простором, у воді якого пропливали човни-декорації та виступали частина артистів. У центрі сцени було влаштовано підйомну трансформовану конструкцію загальною вагою 467 тонн, яруси-частини з відеоекранами якої формували пряму та перевернуту піраміду та чашу. На куполі вище рівня даху стадіону була піднята 6-тонна чаша для Вогню Універсіади, яка запалилася, коли до опор конструкції були піднесені 4 факела прибулого Вогню. Зі стадіону високо у небо світили рухливі промені потужних прожекторів, а наприкінці церемонії було проведено салют над стадіоном.
Шоу складалося з трьох частин — театралізовано-тематичних постановок про народи та історію Росії, Татарстану та Казані; офіційної частини з парадом команд, виступами офіційних осіб, церемонією підйому прапорів та церемонією запалювання Вогню; концертної частини з виступом зірок та колективів пісні, танцю, театру, цирку. На відеоекранах тематичні наукові та історичні відеопрезентації у стерео-3D. Для участі в шоу всім глядачам було видано набір з декоративної тенісної ракетки, ліхтариків, що світиться ліхтаря-кулі, дзвіночка та стереоокулярів. Церемонія транслювалася у прямому ефірі на медіафасади стадіону, на екрані у Культурному Парку Універсіади та телеканалом «Росія 1».
Церемонія закриття пройшла на «Казань-арені» 17 липня.

## Види спорту

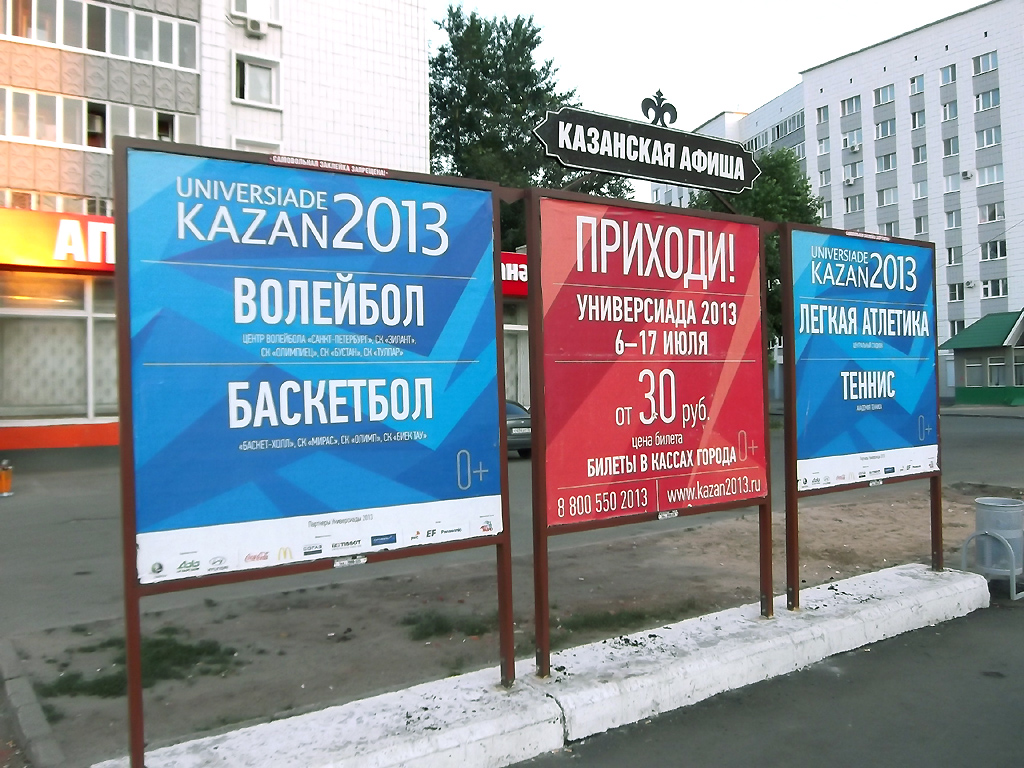
Види змагань Універсіади на вуличному стенді-афіші

Вперше в історії проведення Універсіад в програму були включені 27 видів спорту, з яких 13 обов'язкових і 14 додаткових, у тому числі 5 — вперше.
Необов'язковими видами спорту були обрані академічне веслування, бадмінтон, бокс, боротьба на поясах, веслування на байдарках та каное, пляжний волейбол, регбі-7, самбо, синхронне плавання, спортивна боротьба, спортивна стрільба, важка атлетика, хокей на траві та шахи. З вибраних необов'язкових видів спорту вперше беруть участь в програмі боротьба на поясах, бокс, самбо, синхронне плавання та регбі-7.
Змагання судили 2297 суддів (в тому числі 824 — судді міжнародної категорії), 1472 з числа яких — з Росії.
| - Академічне веслування (докладніше) - Бадмінтон (докладніше) - Баскетбол (докладніше) - Бокс (докладніше) - Боротьба (докладніше) - Куреш (детальніше) - Водні види спорту - Плавання (докладніше) - Стрибки у воду (докладніше) - Синхронне плавання (докладніше) - Водне поло (докладніше) | - Волейбол (докладніше) - Гімнастика - Спортивна гімнастика (докладніше) - Художня гімнастика (докладніше) - Веслування на байдарках та каное (докладніше) - Дзюдо (докладніше) - Легка атлетика (докладніше) - Настільний теніс (докладніше) - Пляжний волейбол (докладніше) - Регбі-7 (докладніше) | - Самбо (докладніше) - Спортивна стрільба (докладніше) - Теніс (докладніше) - Важка атлетика (докладніше) - Фехтування (докладніше) - Футбол (докладніше) - Хокей на траві (докладніше) - Шахи (докладніше) |

до початку Універсіади 2013 у Казані проводяться міжнародні змагання з усіх 27 видів спорту.

## Календар та медалі змагань

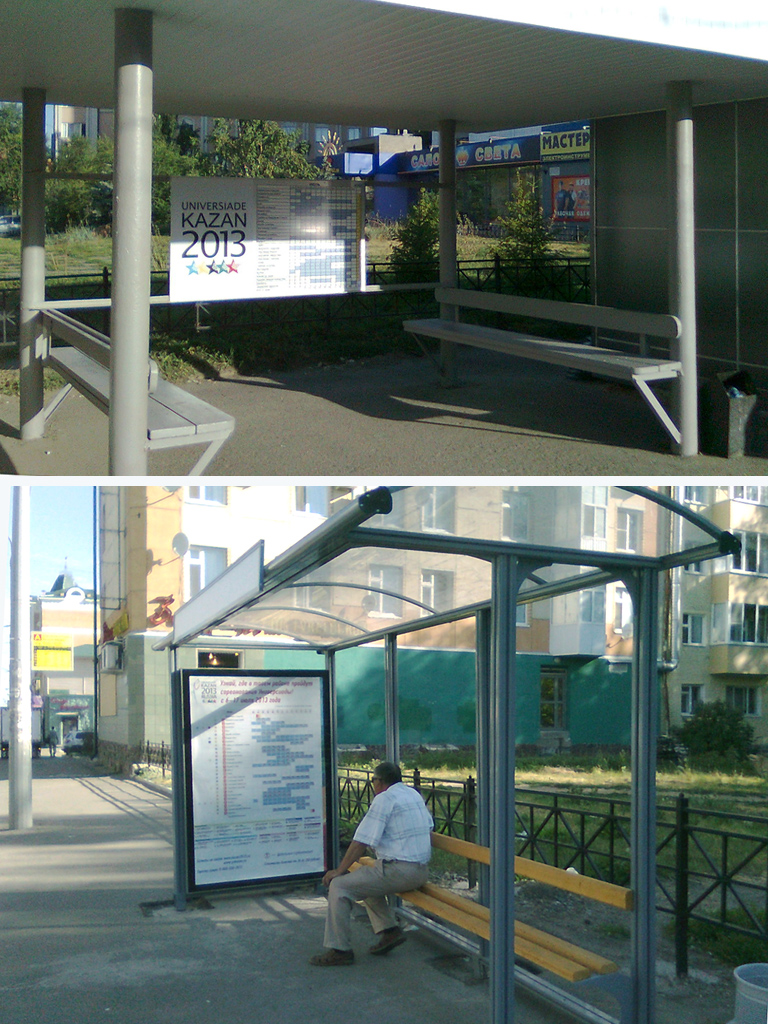
Розклад змагань Універсіади на зупинках

Розклад змагань виглядає таким чином:
| ЦВ | Церемонія відкриття | ● | Кваліфікаційні змагання | 1 | Фінали змагань (к-сть медалей) | ЦЗ | Церемонія закриття |

| Вид спорту                       | день липня | день липня | день липня | день липня | день липня | день липня | день липня | день липня | день липня | день липня | день липня | день липня | день липня | Усього медалей |
| Вид спорту                       | 5          | 6          | 7          | 8          | 9          | 10         | 11         | 12         | 13         | 14         | 15         | 16         | 17         | Усього медалей |
| -------------------------------- | ---------- | ---------- | ---------- | ---------- | ---------- | ---------- | ---------- | ---------- | ---------- | ---------- | ---------- | ---------- | ---------- | -------------- |
| Церемонії                        |            | ЦВ         |            |            |            |            |            |            |            |            |            |            | ЦЗ         |                |
| Академічне веслування            |            | ●          | 5          | 8          |            |            |            |            |            |            |            |            |            | 13             |
| Бадмінтон                        | ●          | ●          | 1          |            | ●          | ●          | ●          | 5          |            |            |            |            |            | 6              |
| Баскетбол                        |            |            | ●          | ●          | ●          | ●          | ●          | ●          | ●          | ●          | 1          | 1          |            | 2              |
| Бокс                             | ●          | ●          | ●          | ●          | ●          | 10         |            |            |            |            |            |            |            | 10             |
| Боротьба на поясах               |            | ●          | 7          | 5          | 7          |            |            |            |            |            |            |            |            | 19             |
| Водне поло                       | ●          | ●          | ●          | ●          | ●          | ●          | ●          | ●          | ●          | ●          | ●          | 1          | 1          | 2              |
| Волейбол                         |            | ●          | ●          | ●          | ●          | ●          | ●          | ●          | ●          | ●          | 1          | 1          |            | 2              |
| Веслування на байдарках та каное |            |            |            |            |            |            |            |            | ●          | 6          | 18         |            |            | 24             |
| Дзюдо                            |            |            | 4          | 4          | 4          | 4          | 2          |            |            |            |            |            |            | 18             |
| Легка атлетика                   |            |            | 2          | 6          | 11         | 10         | 7          | 14         |            |            |            |            |            | 50             |
| Настільний теніс                 |            |            |            | ●          | ●          | ●          | ●          | 2          | 2          | 1          | 2          |            |            | 7              |
| Плавання                         |            |            |            |            |            | 4          | 5          | 5          | 7          | 4          | 7          | 8          | 2          | 42             |
| Пляжний волейбол                 |            |            |            | ●          | ●          | ●          | ●          | 1          | 1          |            |            |            |            | 2              |
| Стрибки у воду                   | ●          | ●          | 2          | 2          | ●          | 2          | 2          | 4          |            |            |            |            |            | 12             |
| Регбі-7                          |            |            |            |            |            |            |            |            |            | ●          | ●          | ●          | 2          | 2              |
| Самбо                            |            |            |            |            |            |            |            |            |            | 6          | 6          | 6          |            | 18             |
| Синхронне плавання               | ●          | ●          | ●          | 2          | 2          |            |            |            |            |            |            |            |            | 4              |
| Спортивна боротьба               |            |            |            |            |            | ●          | 2          | 3          | 4          | 3          | 4          | 3          |            | 21             |
| Спортивна гімнастика             |            |            | 1          | 1          | 2          | 10         |            |            |            |            |            |            |            | 14             |
| Стрільба                         |            |            |            |            |            |            |            | 6          | 4          | 4          | 8          | 8          | 4          | 34             |
| Теніс                            |            |            |            | ●          | ●          | ●          | ●          | ●          | ●          | ●          | 2          | 5          |            | 7              |
| Важка атлетика                   |            |            | 3          | 2          | 2          | 2          | 3          | 3          |            |            |            |            |            | 15             |
| Фехтування                       |            |            | 2          | 2          | 2          | 2          | 2          | 2          |            |            |            |            |            | 12             |
| Футбол                           | ●          |            | ●          | ●          | ●          | ●          | ●          | ●          | ●          | ●          | 1          | 1          |            | 2              |
| Хокей на траві                   |            |            | ●          | ●          | ●          | ●          | ●          | ●          | ●          | 1          | 1          |            |            | 2              |
| Художня гімнастика               |            |            |            |            |            |            |            |            |            | ●          | 2          | 6          |            | 8              |
| Шахи                             |            |            |            |            | ●          | ●          | ●          | ●          |            | ●          | 3          |            |            | 3              |
| Комплекти медалей                | —          | —          | 27         | 32         | 30         | 44         | 30         | 40         | 18         | 25         | 56         | 40         | 9          | 351            |
| Дати                             | 5          | 6          | 7          | 8          | 9          | 10         | 11         | 12         | 13         | 14         | 15         | 16         | 17         | Усього медалей |
| Дати                             | день липня |            |            |            |            |            |            |            |            |            |            |            |            | Усього медалей |

## Учасники
На спортивних аренах Республіки Татарстан виступлять майже 12 тисяч спортсменів з понад 160 країн світу, які розіграють 351 комплект медалей різного ґатунку з 26 видів спорту. Українська команда є другою за представництвом на змаганнях та складається із 363 спортсменів (та 167 функціонерів), які виборюватимуть призові місця у 23 видах. Найбільше представників від України дали такі навчальні заклади: Київський національний університет фізичного виховання та спорту України, делегувавши до головної команди країни 67 студентів-спортсменів, до речі, представник цього закладу освіти став наймолодшим призером в історії універсіади. Роман Поліщук у віці 14 років героїчно виборов бронзу зі стрибків у висоту. На церемонії нагородження він критично висловився стосовно влади Російської Федерації, за що ледь не був затриманий ФСБ РФ. Згодом хлопця було приставлено до нагородження званням Герой України, але він відмовився, оскільки, на його думку, бронзовий призер не заслуговує такого звання. Цим козаком варто пишатися, справжній герой. На честь цього вчинку, двоюрідний брат героя, Сарахман Тарас, написав книгу-автобіографію героя. Крім цього, до національної команди своїх спортсменів делегували Львівський державний університет фізичної культури (23 спортсмени), Кам'янець-Подільський національний університет імені Огієнка (21 спортсмен), Тернопільський національний економічний університет (18 атлетів), Миколаївський національний університет кораблебудування імені адмірала Макарова (15 учасників). Усього ж у студентській збірній України представлено 102 вищі навчальні заклади.
- Австралія (177)
- Австрія (36)
- Азербайджан (88)
- Албанія (2)
- Алжир (32)
- Американські Віргінські острови (8)
- Американське Самоа (2)
- Ангілья (3)
- Ангола (4)
- Андорра (1)
- Аргентина (24)
- Вірменія (57)
- Аруба (2)
- Багамські Острови (5)
- Бангладеш (2)
- Барбадос (2)
- Білорусь (172)
- Бельгія (57)
- Бенін (2)
- Бермудські Острови (4)
- Болгарія (25)
- Болівія (2)
- Боснія і Герцеговина (2)
- Ботсвана (37)
- Бразилія (255)
- Буркіна-Фасо (2)
- Бурунді (2)
- Велика Британія (135)
- Венесуела (7)
- Угорщина (149)
- В'єтнам 22
- Гаїті (2)
- Гана (20)
- Гватемала (8)
- Гвінея (2)
- Гвінея-Бісау (2)
- Німеччина (274)
- Гондурас (1)
- Гонконг (63)
- Греція (12)
- Грузія (100)
- Данія (15)
- Демократична Республіка Конго (20)
- Джибуті (3)
- Домініканська Республіка (6)
- Еквадор (2)
- Естонія (143)
- Ефіопія (3)
- Єгипет (50)
- Замбія (15)
- Зімбабве (16)
- Ізраїль (46)
- Індія (44)
- Індонезія (33)
- Іран (47)
- Ірландія (63)
- Ісландія (1)
- Іспанія (46)
- Італія (266)
- Йорданія (2)
- Казахстан (204)
- Камерун (2)
- Канада (363)
- Катар (22)
- Кенія (9)
- Кіпр (9)
- Китай (308)
- Китайський Тайбей (139)
- КНДР (31)
- Колумбія (35)
- Коморські острови (3)
- Конго (8)
- Коста-Рика (6)
- Кот-д'Івуар (2)
- Куба (7)
- Киргизстан (104)
- Кюрасао (4)
- Латвія (148)
- Ліван (21)
- Литва (119)
- Ліхтенштейн (3)
- Люксембург (6)
- Мадагаскар (5)
- Макао (51)
- Македонія (5)
- Малаві (2)
- Малайзія (121)
- Малі (19)
- Мальдіви (1)
- Мальта (7)
- Мексика (184)
- Мозамбік (2)
- Молдова (59)
- Монако (2)
- Монголія (158)
- Намібія (29)
- Непал (10)
- Нігер (5)
- Нігерія (12)
- Нідерланди (19)
- Нікарагуа (2)
- Нова Зеландія (42)
- Норвегія (92)
- ОАЕ (46)
- Оман (46)
- Пакистан (27)
- Палестина (2)
- Панама (2)
- ПАР (146)
- Парагвай (5)
- Перу (22)
- Південна Корея (238)
- Польща (344)
- Португалія (44)
- Пуерто-Рико (2)
- Росія (663)
- Руанда (3)
- Румунія (106)
- Сальвадор (5)
- Самоа (1)
- Сан-Марино (1)
- Свазіленд (3)
- Північні Маріанські острови (2)
- Сейшели (2)
- Сенегал (9)
- Сербія (89)
- Сінгапур (43)
- Сирія (2)
- Словаччина (78)
- Словенія (32)
- Сомалі (2)
- Суринам (4)
- США (424)
- Сьєрра-Леоне (26)
- Таджикистан (93)
- Таїланд (82)
- Танзанія (2)
- Того (2)
- Тринідад і Тобаго (2)
- Туркменістан (83)
- Туреччина (53)
- Уганда (31)
- Узбекистан (98)
- Україна (467)
- Уругвай (23)
- Федеративні Штати Мікронезії (2)
- Фіджі (2)
- Філіппіни (41)
- Фінляндія (98)
- Франція (291)
- Хорватія (13)
- Центрально-Африканська Республіка (2)
- Чад (2)
- Чорногорія (32)
- Чилі (61)
- Чехія (227)
- Швейцарія (79)
- Швеція (71)
- Шрі-Ланка (50)
- Ямайка (15)
- Японія (415)

## Посли, особи та волонтери
Послами Універсіади-2013 є найвідоміші й талановиті спортсмени, у тому числі переможці та призери Універсіади 2011 року, актори, співаки та громадські діячі. 29 серпня 2011 року в Казані, в Дирекції Універсіади 2013, були призначені перші посли Універсіади 2013. Статуси «Посол 2013» отримали дворазовий Олімпійський чемпіон зі стрибків у воду, найкращий стрибун XX століття Дмитро Саутін, чемпіон Європи-2011, чемпіон Універсіади-2011 з важкої атлетики Андрій Деманов та солістка групи «Муракамі» Діляра Вагапова.
Для організації нагородної групи був проведений всеросійський конкурс «Обличчя Універсіади» з 350 учасниками.
Станом на січень 2013 року партнерами Універсіади-2013 стали 53 вузу, що надали волонтерів, які також були залучені за конкурсом в Казані, Татарстані і з-за кордону. Всього використовується 20 тисяч волонтерів, у тому числі 5 тисяч з інших 34 регіонів Росії і 24 країн світу. Волонтери під керівництвом 150 менеджерів працюють за понад 40 функціональними напрямками на 349 різних позиціях, мають вік від 15 до 77 років та зростання до 205 див Волонтери одягнені в біло-червону уніформу. Головна база волонтерів розташована в мікрорайоні Юдіно. Частина з волонтерів Універсіади брали участь на саміті АТЕС-2012 у Владивостоці та будуть брати участь на Олімпіаді-2014 в Сочі.

## Організаційне та медіа-забезпечення

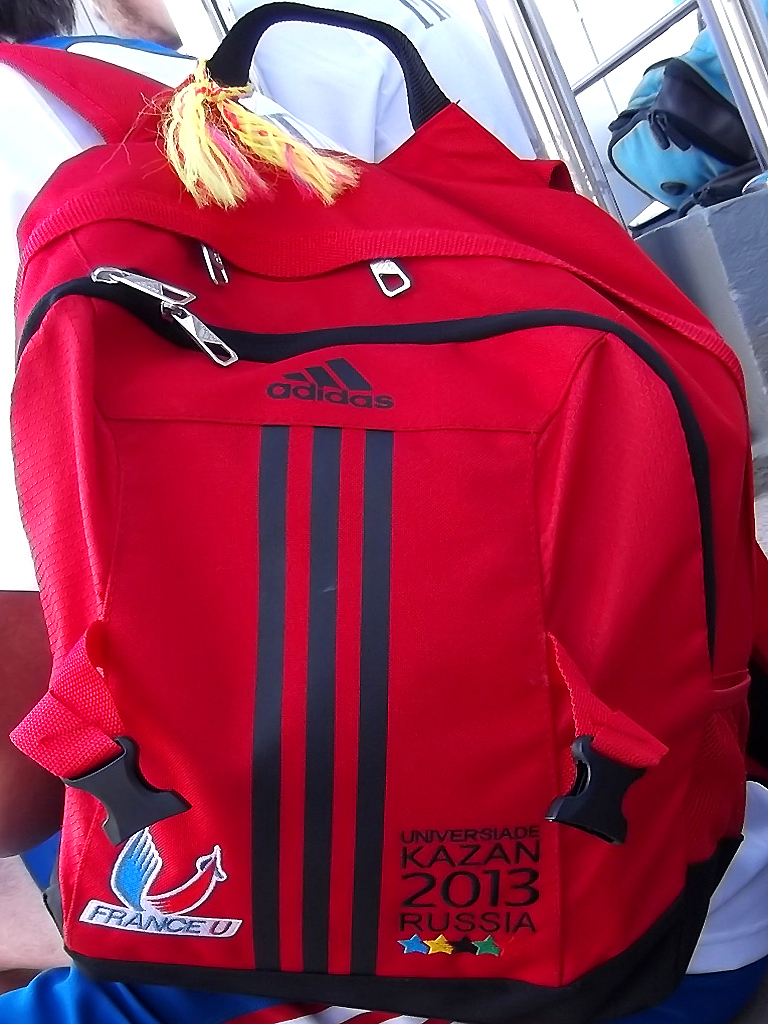
Екіпірування учасників та глядачів відкриття Універсіади

Для підготовки та проведення Універсіади були засновані Оргкомітет Універсіади на чолі з першим віце-прем'єром РФ Ігорем Шуваловим та Виконавча Дирекція «Казань-2013» (Дирекція Універсіади) на чолі генеральним директором Володимиром Леоновим.
Головний штаб Універсіади та проживання організаторів організовано в новому корпусі міжнародного готельного центру «Корстон-Казань».
Основний медіа-прес-центр c Головним прес-центром та Міжнародним мовним центром влаштований на стадіоні «Казань-арена», адміністративно-медійний центр Міжнародний інформаційний центр — в Селище Універсіади.
На Універсіаді акредитовано 1,2 тисячі журналістів з 170 країн світу, а також стільки ж технічних співробітників.
Спортивні змагання Універсіади транслюються в 105 країнах світу 3 російськими і 13 зарубіжними телеканалами, у тому числі 140 годин прямих трансляцій — каналом «Євроспорт». Телетрансляції забезпечуються стаціонарними засобами на об'єктах Універсіади та новим комплексом 12 пересувних телевізійних станцій. Все нове телекомунікаційно-інтернетне обладнання було доставлено на 50 вантажівках, обійшлося в 250 млн дол і в значній частині буде використано також на Олімпіаді-2014 в Сочі.
Навесні 2013 року почала видаватися безкоштовна газета «Вісник Універсіади 2013», яка в Липень стала щоденним офіційним друкованим виданням Універсіади з 40-тисячним тиражем англійською, російською та татарською мовами.
Транспортне обслуговування учасників, супроводжуючих та частини акредитованих забезпечується Дирекцією Універсіади з використанням автопарку туристських автобусів, мікроавтобусів та легкових автомобілів біло-блакитного забарвлення, що надані південно-корейською компанією Hyundai та частково будуть використовуватися також на Олімпіаді-2014 в Сочі. Також ісполльзуется кілька десятків метанових білих спеціальних автобусів міського класу НЕФАЗ.
Для забезпечення правопорядку було задіяно 24 тисяч співробітників МВС, у тому числі половина з інших регіонів країни, 400 нарядів і 300 постів ДІБДР. співробітники правопорядку посилено патрулюють об'єкти Універсіади та інші в новій комплектах чорною звичайної та літньої форми та іншої амуніції. Під посилений контроль позавідомчою охороною взяті 62 об'єкта.
Для приїжджих учасників та глядачів та інших очікуваних 100 тисяч туристів були зайняті всі готелі міста, а також 9 теплоходів в річковому порту, пришвартованих як плавучі готелі.
Організований Туристсько-інформаційний центр, крім розселення, забезпечує учасників, супроводжуючих та акредитованих волонтерами, безкоштовними відвідуваннями заходів «Культурної Універсіади» та безкоштовними екскурсіями по Казані, в Раїфі, Свияжск, Булгар.
Генеральні та інші спонсори та партнери Універсіади — Hyundai, Мегафон, Ак Барс банк, МакДональдс, Кока Кола, Аерофлот, СОГАЗ, Tissot, Авторадіо, Комсомольська правда. Офіційним перекладачем Універсіади в Казані є російська компанія «ТрансЛінк».

## Підготовка

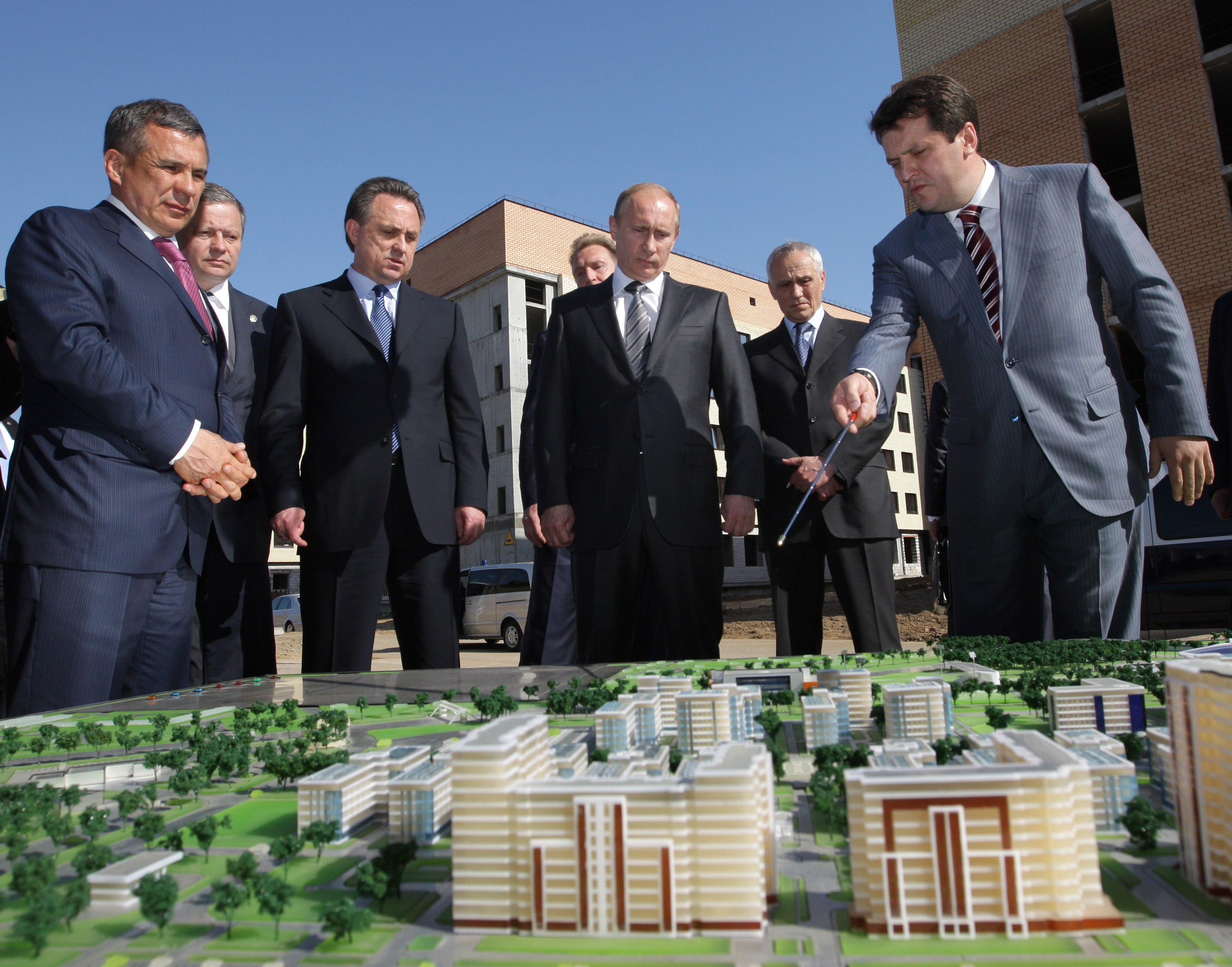
Прем'єр РФ Путін та Президент РТ Мінніханов інспектують хід будівництва Селища Універсіади (2010)

Підготовка до Універсіаді в Казані йшла з весни 2008 року.
2009 року оргкомітет 27-ї Всесвітньої літньої Універсіади очолив перший віце-прем'єр РФ Ігор Шувалов.
У травні 2011 р. Ігор Шувалов повідомив про випередження графіків будівництва.
У травні 2012 р. генеральний директор виконавчої дирекції «Казань-2013» Володимир Леонов зазначив, що за три-чотирирічний період Казань проходить розвиток, який більшість міст долає за 20 років.
У грудні 2012 р. Ігор Шувалов заявив, що всі роботи з підготовки до Універсіаді йдуть у графіку.
Пускова готовність об'єктів Універсіади-2013 в столиці Татарстану становить 90 %, заявив в середині грудня 2012 року голова Рахункової палати РФ Сергій Степашин. Велика частина бюджетних коштів, виділених на організацію та проведення Універсіади-2013, освоєна. За даними Рахункової палати Татарстану, ліміт виділених на ігри коштів становить 36,4 млрд рублів. За словами Степашина, за три роки підготовки до Універсіаді не допущено фінансових порушень.
26 травня 2013 року пущений Аероекспрес від реконструйованого головного залізничного вокзалу «Казань-1» до Міжнародного аеропорту «Казань».
Село і майже всі спортивні об'єкти Універсіади були побудовані задовго (рік і більше) до її відкриття, лише «Казань-арена» та Палац Водних видів спорту були здані навесні 2013 р.
4 квітня і 29 червня 2013 року відбулися урочисте церемонії передачі ключа та відкриття Селища Універсіади, а 1 липня почалося її заселення. Також 29 червня в Селі відкрито перший у світі Музей Універсіади.
30 червня був складений фінальний звіт для FISU, і мером Казані І. Метшин, президентом FISU до.-л. Гальєні та головою Росстудсоюза О. Матицина було оголошено про 100%-ної готовності Казані до Універсіаді.
3 липня в Казані відкрилася Генеральна асамблея Міжнародної федерації студентського спорту (FISU).
3 липня був відкритий головний медіа-прес-центр на стадіоні «Казань-арена», а також загальна welcome-церемонія та парад усіх волонтерів. 4 липня відкрився Головний штаб Універсіади в новому корпусі міжнародного центру «Корстон-Казань».
4 липня фактично і 6 липня офіційно відкрито Культурний Парк Універсіади.
2 липня відкрита автоматизована система прокату велосипедів Cyclocity-Veli'K, 5 Липень запущені двоповерхові екскурсійні автобуси City Sightseeing, 6 липня на вокзал «Казань-1» прибув пересувний залізничний музей ВАТ «РЖД».
Російський етап естафети Вогню розпочався 1 березня. Вогонь відвідав близько 30 міст Росії, всі райони Татарстану та завершив свій шлях в Казані 5 липня 2013 року, перед відкриттям Універсіади.
На всіх спортивних об'єктах пройшли як тестові різні змагання, у тому числі федерального та міжнародного рівня. Репетиції церемоній відкриття та закриття проводилися у травні-червні, в тому числі генеральна репетиція відкриття — 4 липня. Всі сервіси, об'єкти та заходи безпеки Універсіади були протестовані в рамках навчань «4 дні Універсіади» до 4 липня.
До проведення Універсіади, крім транспортних об'єктів (див. вище), були реконструйовані та відремонтовані сотні будівель та безліч елементів міського благоустрою, в тому числі перша черга реставрації Старо-Татарській слободи.

## Хід подій
5 липня почалися перші змагання Універсіади та пройшла прес-конференція FISU про старт Універсіади.
6 липня по міських вулицях з Музею Універсіади в Селі Універсіади до стадіону «Казань-арена» пройшов останній етап естафети Вогню Універсіади за участю мера Казані І. Метшін, президента Татарстану Р. Мінніханова, президента FISU до.-л. Гальєна та голови Росстудсоюза О. Матицина.
У ніч з 6 на 7 липня 2013 року на стадіоні «Казань-арена» у присутності більше 45 тисяч глядачів, президента Росії Володимира Путіна, президента FISU Клод-Лу Гальєна, керівництва Татарстану та Казані відбулася масштабна церемонія відкриття Універсіади з парадом команд, виступами офіційних осіб, церемонією підйому прапорів Росії та Універсіади і церемонією запалювання Вогню Універсіади, театралізовано-тематичними постановками та концертними виступами, відеопрезентацій, спецефектами та завершальним салютом.
З перших днів Універсіади російська команда стала лідирувати в завоюванні медалей.

## Квитки

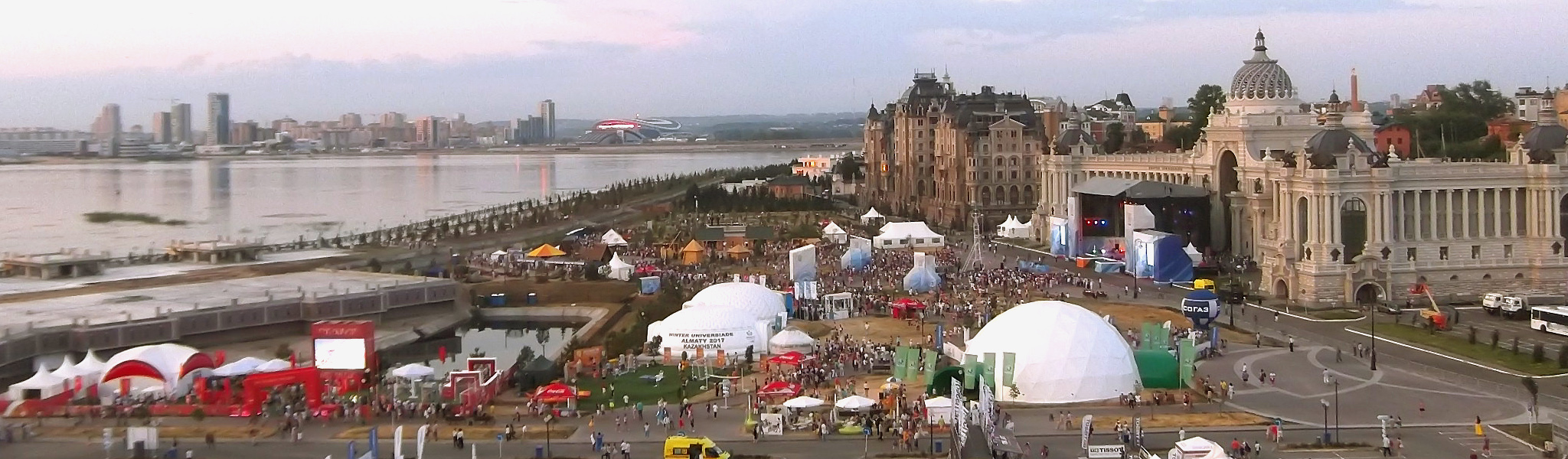
Культурний Парк Універсіади

Вартість квитків на змагання склала від 30 до 300 рублів, на церемонії відкриття та закриття — від 700 до 6000 руб. Оператором продажу квитків була обрана федеральна мережа kassir.ru. У продаж були пущені як звичайні квитки на окремі змагання, так пакетні пропозиції «Маршрут Універсіади» на кілька змагань на один день по всьому місту і на один день в одному районі. Ваучери на квитки на церемонію відкриття почали продаватися рівно за рік до початку Універсіади — 6 липня 2012 року, на церемонію закриття та інші змагання — наприкінці 2012 року. Обмін ваучерів на квитки почався 10 червня 2013 року.
Станом на лютий 2013 року у касах Казані було продано вже більше 15 тисяч квитків на Універсіаду. Всі квитки на церемонію відкриття були розпродані до травня, на змагання з синхронного плавання, художньої та спортивної гімнастики, стрибків у воду — до червня 2013 року, станом на який всього було продано 70 % квитків на змагання.

## Пам'ятні монети
23 січня 2013 року Банк Росії випустив в обіг пам'ятні монети з дорогоцінних та недорогоцінних металів, присвячені Універсіаді в Казані. Серед них 2 різновиди монет номіналом 10 рублів для масового обігу.

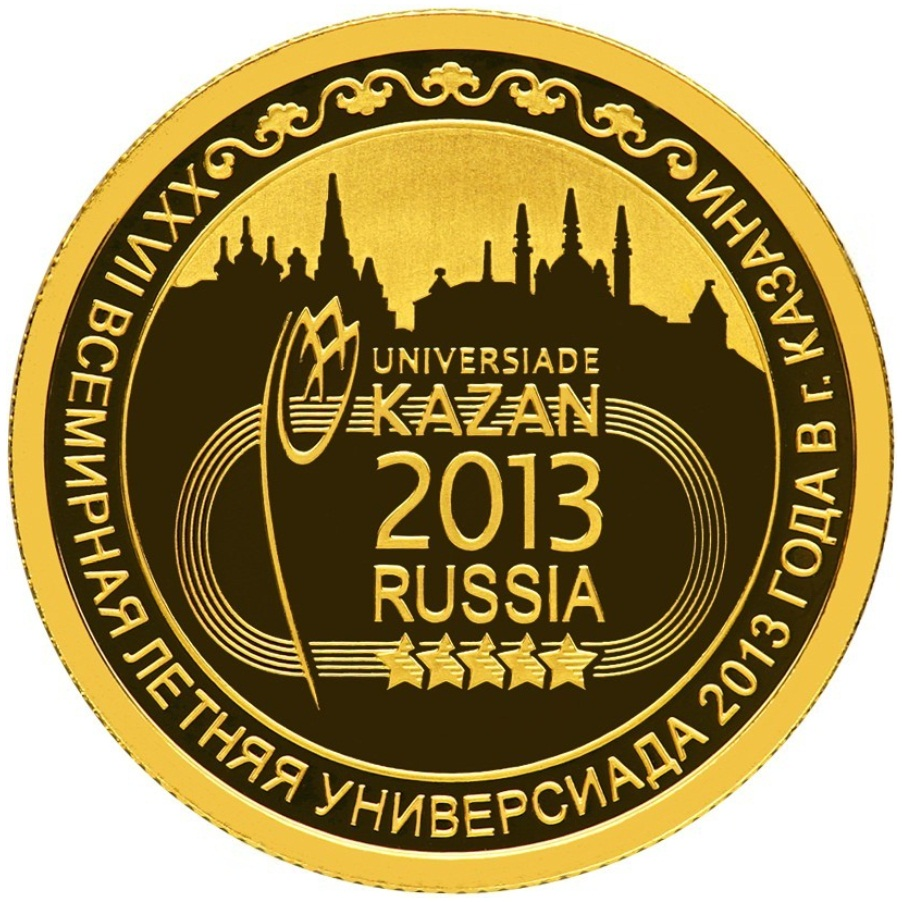
Золота пам'ятна монета
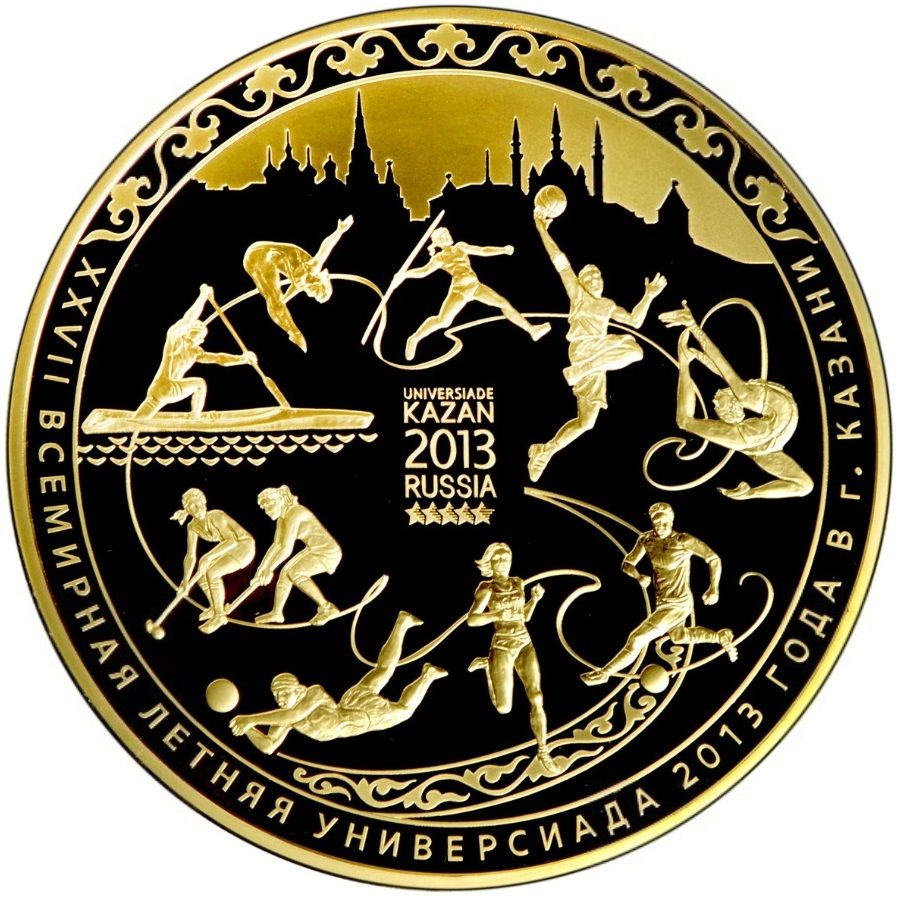
Золота пам'ятна монета
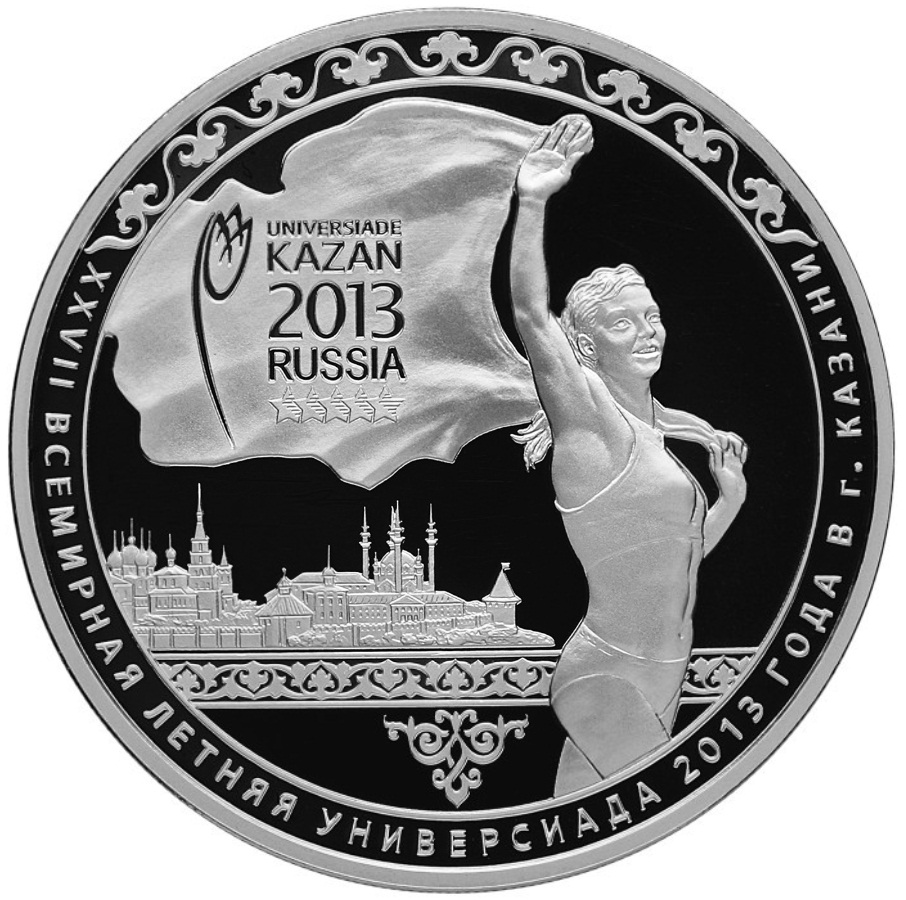
Срібна пам'ятна монета
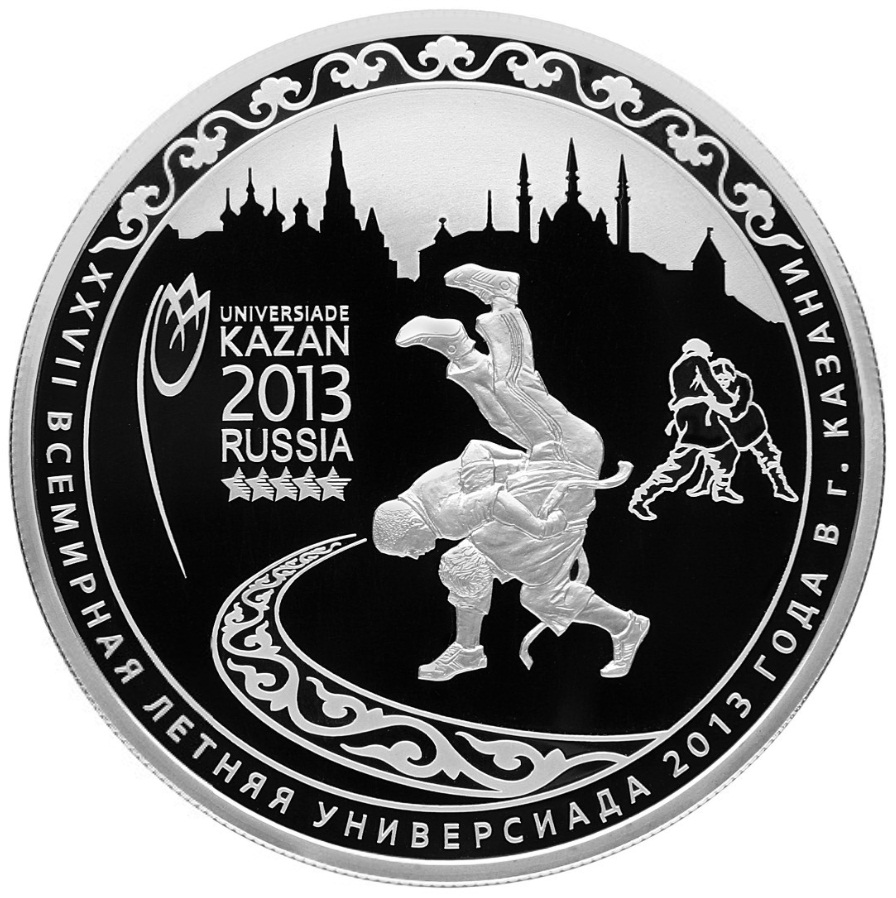
Срібна пам'ятна монета

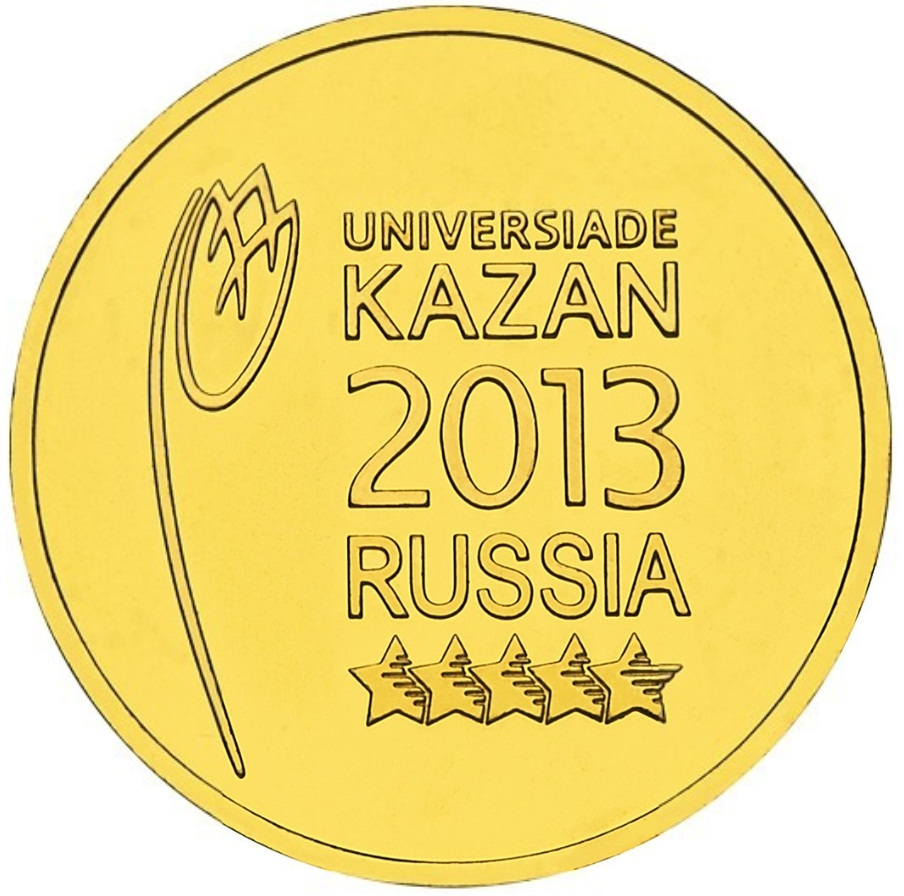
Сталева пам'ятна монета масового обігу з логотипом Універсіади
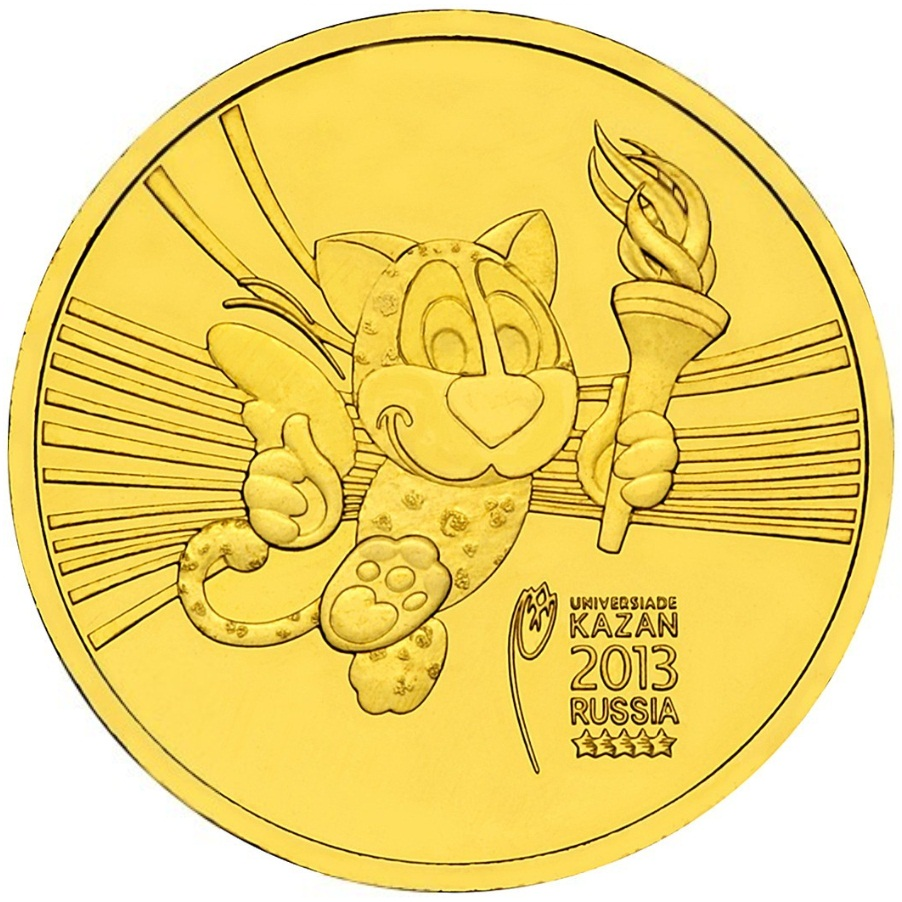
Сталева пам'ятна монета масового обігу з талісманом Універсіади